# Прапор Ріпкинського району
Пра́пор Рі́пкинського райо́ну — офіційний символ Ріпкинського району Чернігівської області, затверджений 4 лютого 2003 року рішенням сесії Ріпкинської районної ради.

## Опис
Прапор являє собою прямокутне полотнище зі співвідношенням сторін 2:3, розділене горизонтально на зелену і синю смуги (2:1). У верхньому древковому куті вміщено герб району, висота якого становить третину висоти прапора.
Герб виглядає як щит, розділений на 4 частини. В першій, у срібному полі, розміщено червоний хрест. В другій, в синьому полі, роташовано золотий княжий шолом. В третій, в червоному полі, знаходиться срібна підкова, шипами вниз. В четвертій, в золотому полі, зображено синю козацьку шаблю вістрям вниз, навхрест із зеленою гілкою дуба.

## Символіка
- Зелена смуга символізує надію, достаток і волю і також означає багатство природи.
- Блакитний (синій) колір означає чесність і вірність. Ця смуга позначає водоймища району та Дніпро.